# Air gun

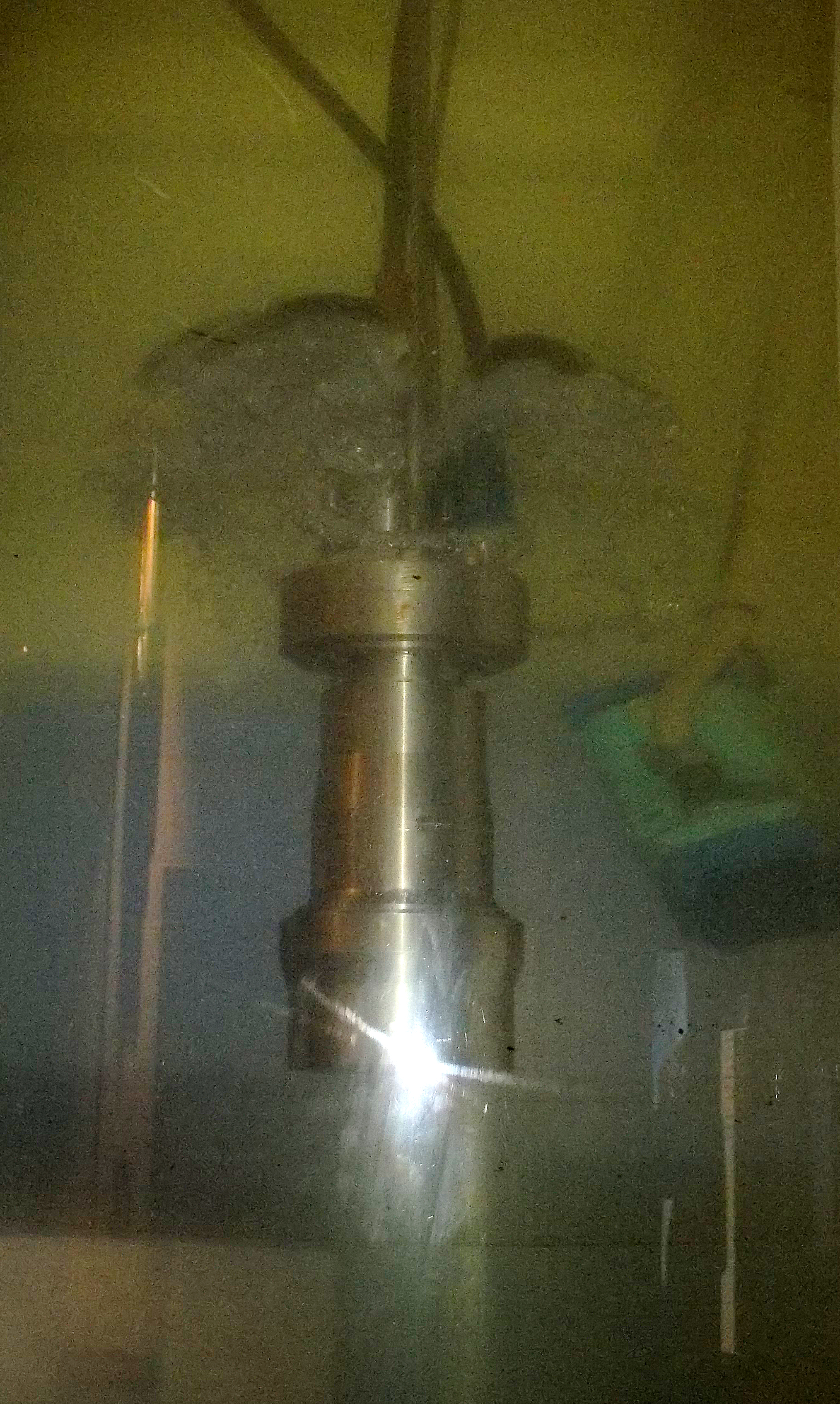
Air gun in funzione, fotografato subito dopo l'espulsione della bolla d'aria sott'acqua: è visibile verso l'alto, la piccola nube costituita da bollicine d'aria in risalita

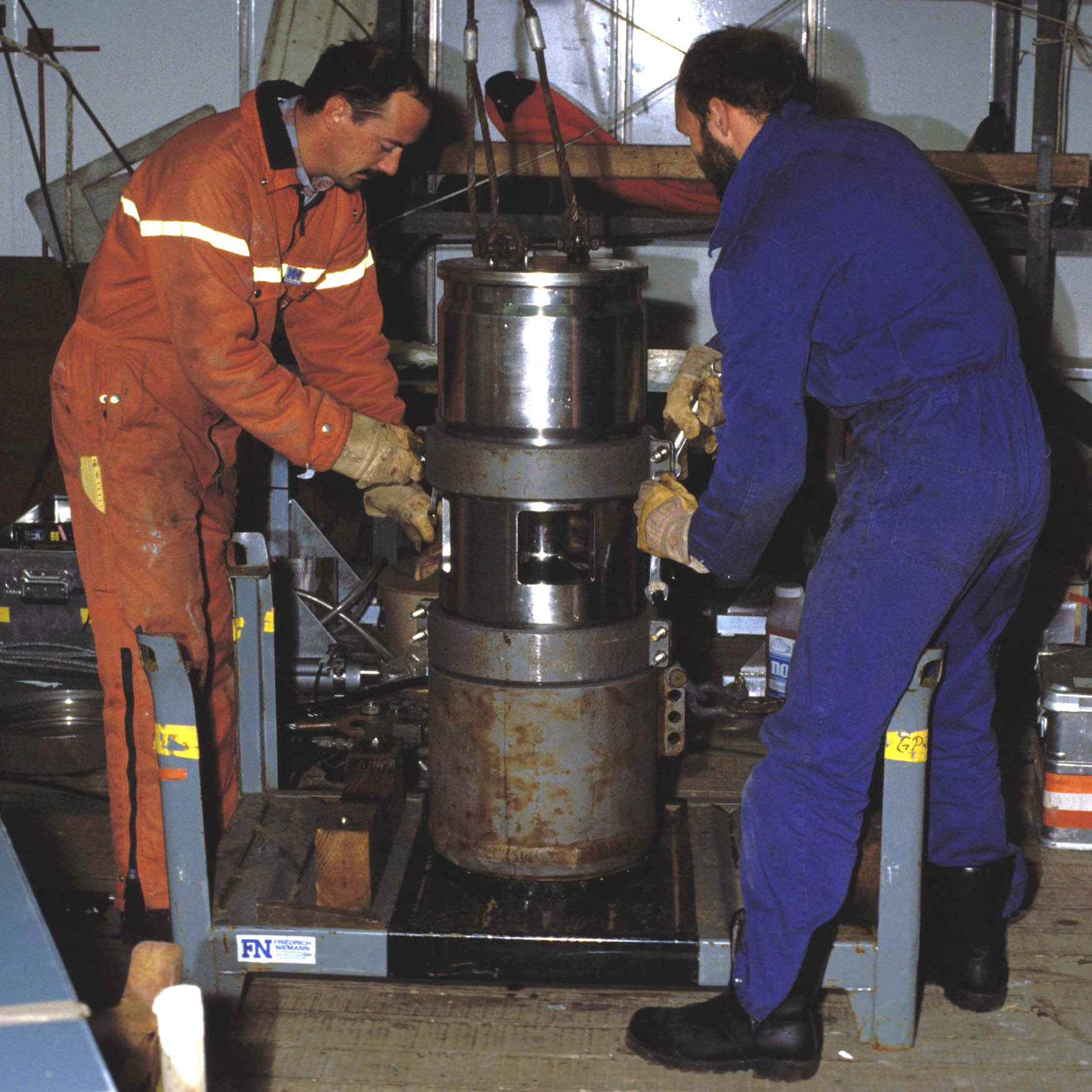
Il modello di air gun utilizzato dalla nave oceanografica rompighiaccio tedesca Polarstern dell'Istituto Alfred Wegener per la ricerca marina e polare

Un air gun (termine che in inglese significa arma ad aria compressa) è uno strumento usato in geofisica e in particolare nelle prospezioni geofisiche in aree marine o grandi laghi. Si tratta di un mezzo che genera onde compressionali emettendo bolle di aria compressa nell'acqua.

## Utilizzo
Questa tecnica è quella che viene normalmente utilizzata dalle navi oceanografiche e dai battelli dedicati per la prospezione geofisica per rilevamenti di sismica a riflessione riguardanti l'esplorazione del sottosuolo marino. Il suo impiego è iniziato negli anni '60 del secolo XX, e si è via via diffuso per i vantaggi che offre rispetto alle sorgenti sismiche chimiche (ossia quelle che utilizzano esplosivi). È possibile utilizzarlo anche in aree paludose, entro fori, buche colmate d'acqua o anche sacche riempite d'acqua e poste sul suolo.

## Funzionamento
Funziona con un compressore, solitamente posto sul battello che comprime aria, che tramite un tubo viene immessa nell'air gun: in questo viene iniettata una camera stagna immersa nell'acqua e raggiunta la pressione richiesta l'aria viene espulsa repentinamente, generando una bolla d'aria sott'acqua la cui espansione improvvisa produce un'onda compressionale nel mezzo liquido. Particolari sagomature sono poste sullo strumento, attorno alla bocca di uscita dell'aria per evitare oscillazioni secondarie della bolla d'aria, dopo la sua generazione.
Lo spettro di frequenza dell'onda compressionale generata dipende dal volume e pressione dell'aria usata e dalla profondità dell'acqua.